# Washington Mystics 2009
La stagione 2009 delle Washington Mystics fu la 12ª nella WNBA per la franchigia.
Le Washington Mystics arrivarono quarte nella Eastern Conference con un record di 16-18. Nei play-off persero la semifinale di conference con le Indiana Fever (2-0).

## Roster
| N° | Naz.                   | Ruolo | Sportivo          | Anno | Alt. | Peso |
| -- | ---------------------- | ----- | ----------------- | ---- | ---- | ---- |
| 1  | Stati Uniti (bandiera) | C     | Crystal Langhorne | 1986 | 188  | 83   |
| 4  | Stati Uniti (bandiera) | GA    | Marissa Coleman   | 1987 | 185  | 82   |
| 10 | Stati Uniti (bandiera) | G     | Lindsey Harding   | 1984 | 173  | 63   |
| 20 | Stati Uniti (bandiera) | GA    | Alana Beard       | 1982 | 180  | 73   |
| 22 | Stati Uniti (bandiera) | G     | Matee Ajavon      | 1986 | 173  | 73   |
| 24 | Stati Uniti (bandiera) | A     | Kristen Mann      | 1983 | 185  | 84   |
| 25 | Stati Uniti (bandiera) | GA    | Monique Currie    | 1983 | 183  | 80   |
| 32 | Stati Uniti (bandiera) | G     | Nikki Blue        | 1984 | 173  | 74   |
| 33 | Stati Uniti (bandiera) | A     | Bernice Mosby     | 1984 | 185  | 78   |
| 34 | Stati Uniti (bandiera) | C     | Tasha Humphrey    | 1985 | 191  | 86   |
| 43 | Stati Uniti (bandiera) | AC    | Nakia Sanford     | 1976 | 193  | 91   |
| 44 | Stati Uniti (bandiera) | C     | Chasity Melvin    | 1976 | 191  | 84   |

## Staff tecnico
- Allenatore: Julie Plank
- Vice-allenatori: Lubomir Lichonczak, Vanessa Nygaard
- Preparatore atletico: Navin Hettiarachchi
- Preparatore fisico: Lisa Ciaravella